# Haletudse
Haletudser er paddernes ungdomsstadie, der er overgangsformen mellem æg og voksen padde. Ordet bruges om afkom af frøer og tudser. Haletudser lever i vand og ånder ved gæller. De æder bl.a. mikroskopiske alger.

## Levesteder
Padderne yngler i forårsoversvømmede huller, damme og lavvandede søer, helst hvor der ikke findes fisk. De enkelte arter har lidt forskellige krav til miljøet, men i store træk er det små vande, der foretrækkes.

## Udvikling
Haletudserne begynder deres liv som æg, som hunfrøen eller -tudsen har lagt i vandet. Ægget er omgivet af en klar, geleagtig kappe, som den lille haletudse vrider sig ud gennem, når den er klar til det. Haletudser ånder ved gæller og starter med at have en hale, der er længere end kroppen, hvad der kan få dem til at ligne en fisk. Efterhånden vokser først bagbenene og siden forbenene ud, og halen skrumper ind og forsvinder. Udviklingen fra haletudse til frø tager et par måneder, men går som regel hurtigere i fangeskab, pga. varmere temperaturer og mere føde. Når haletudserne har fået forben (ca. en uge efter bagbenene), er det vigtigt, at de har mulighed for at gå på land, da deres lunger udvikles på dette tidspunkt. Efter at de har fået forben, går der 4-5 dage, før halen er skrumpet ind.

## Haletudser i akvarium
Frøer er fredede, men haletudser og æg kan indsamles til undervisning, hvis de slippes ud i deres oprindelige levested igen. Haletudserne kan opbevares i en balje eller i et akvarium, med ca. 1/2 liter pr. haletudse. Er der mange haletudser i lidt vand, udskiller de største et stof som hæmmer de mindste haletudsers vækst, og de forbliver derfor små eller dør.
Haletudser æder alger, som sidder på vandplanternes blade. Derfor skal man sørge for at skifte planterne ud med jævne mellemrum. Ældre haletudser æder også smådyr som dafnier, vandlopper og hjuldyr. For at være sikker på, at de får nok mad, kan man fodre med fiskefoder fx i flager. Dog ikke mere ad gangen end de kan æde, da de ligesom visse fiskearter kan overspise. Fodring sker bedst om eftermiddagen,, hvor de er mest aktive. De første par dage efter de er klækket, æder haletudserne af æggeblommen, ligesom en kylling.
Når haletudserne har udviklet forben, er det på tide at sætte dem ud i det fri igen.

## Galleri
- Endnu ikke klækkede haletudser
- Haletudse med både bag- og forben

## Naturlige fjender
Haletudsens naturlige fjender er rovfisk og fugle, men også vandlevende rovinsekter som guldsmedelarver og vandkalvelarver kan æde dem.